# SMS Kronprinz (1867)
Le SMS Kronprinz est une frégate  protégée (en allemand Panzerfregatte) qui a servi dans la marine impériale allemande  de 1867 à 1901. 

Il porte le nom du prince qui deviendra Frédéric III d'Allemagne.

## Conception
Il fut construit au chantier naval de la compagnie des Frères Samuda de l'île aux Chiens dans les faubourgs de Londres.

## Histoire
En 1869, il navigua en mer Baltique avec les SMS Friedrich Carl et SMS König Wilhelm, puis partirent vers les Açores. Ils rentrèrent à Wilhelmshaven le 16 juillet 1870, avant le déclenchement de la guerre avec la France.
Il fut converti en ponton dans le port de Kiel en 1901. Il fut détruit en 1921.

## Commandement
| Du 19 septembre à 16 novembre 1867 | Kapitän zur See Ludwig von Henk (de)     |
| 11 mai à 25 septembre 1869         | Korvettenkapitän Reinhold von Werner     |
| 30 avril 1870 à 25 août 1871       | Kapitän zur See Reinhold von Werner      |
| 19 décembre 1871 à 22 janvier 1872 | Kapitän zur See Reinhold von Werner      |
| 19 mai à 13 octobre 1874           | Kapitän zur See Paul Grapow (de)         |
| 19 mai à juillet 1875              | Kapitän zur See Paul Grapow              |
| Juillet à octobre 1875             | Kapitän zur See Otto Livonius (de)       |
| 1er mai 1876 à 15 février 1877     | Kapitän zur See Otto Livonius            |
| 5 mai à 27 septembre 1879          | Kapitän zur See Alfred Stenzel (de)      |
| 3 mai à 2 octobre 1881             | Kapitän zur See Ditmar                   |
| 2 mai à 26 septembre 1882          | Kapitän zur See Ditmar                   |
| 1er mai à 27 septembre 1883        | Kapitän zur See Philipp von Kall         |
| 1er octobre 1891 à janvier 1892    | Kapitän zur See Otto Diederichsen (de)   |
| janvier à octobre 1892             | Kapitän zur See Hugo von Schuckmann (de) |

## Source
- (en) Cet article est partiellement ou en totalité issu de l’article de Wikipédia en anglais intitulé « SMS Kronprinz (1867) » (voir la liste des auteurs).